# Pierre Carré (évêque)
Pour les articles homonymes, voir Pierre Carré (homonymie) et Carré (homonymie).
Pierre Carré, mort le 5 janvier 1510 à Bourges, est un prélat français du XVe siècle et du début du XVIe siècle. 

## Biographie
Pierre Carré est membre de l'ordre des dominicains. Il est  prieur du couvent de Chartres et confesseur du duc de Bourbon. Il est nommé à l'abbaye Notre-Dame d'Abbecourt, dans le diocèse de Chartres, professeur royal de théologie à l'université de Bourges et ambassadeur du roi Charles VIII auprès du Saint-Siège.
Le pape avait nommé pour être transféré à l'évêché d'Orange Laurens Lours, évêque de Grenoble, puis, à son refus, Étienne de Groupillon, évêque de Séez , qui n'accepte point encore : enfin Pierre Carré consentit.

## Sources
- Joseph, Antoine Bastet, Essai historique sur les évêques du Diocèse d'Orange